# Arquidiócesis de Detroit
La arquidiócesis de Detroit (en latín: Archidioecesis Detroitensis y en inglés: Roman Catholic Archdiocese of Detroit) es una circunscripción eclesiástica de la Iglesia católica en Estados Unidos. Se trata de una arquidiócesis latina, sede metropolitana de la provincia eclesiástica de Detroit. Desde el 5 de enero de 2009 su arzobispo es Allen Henry Vigneron.

## Territorio y organización

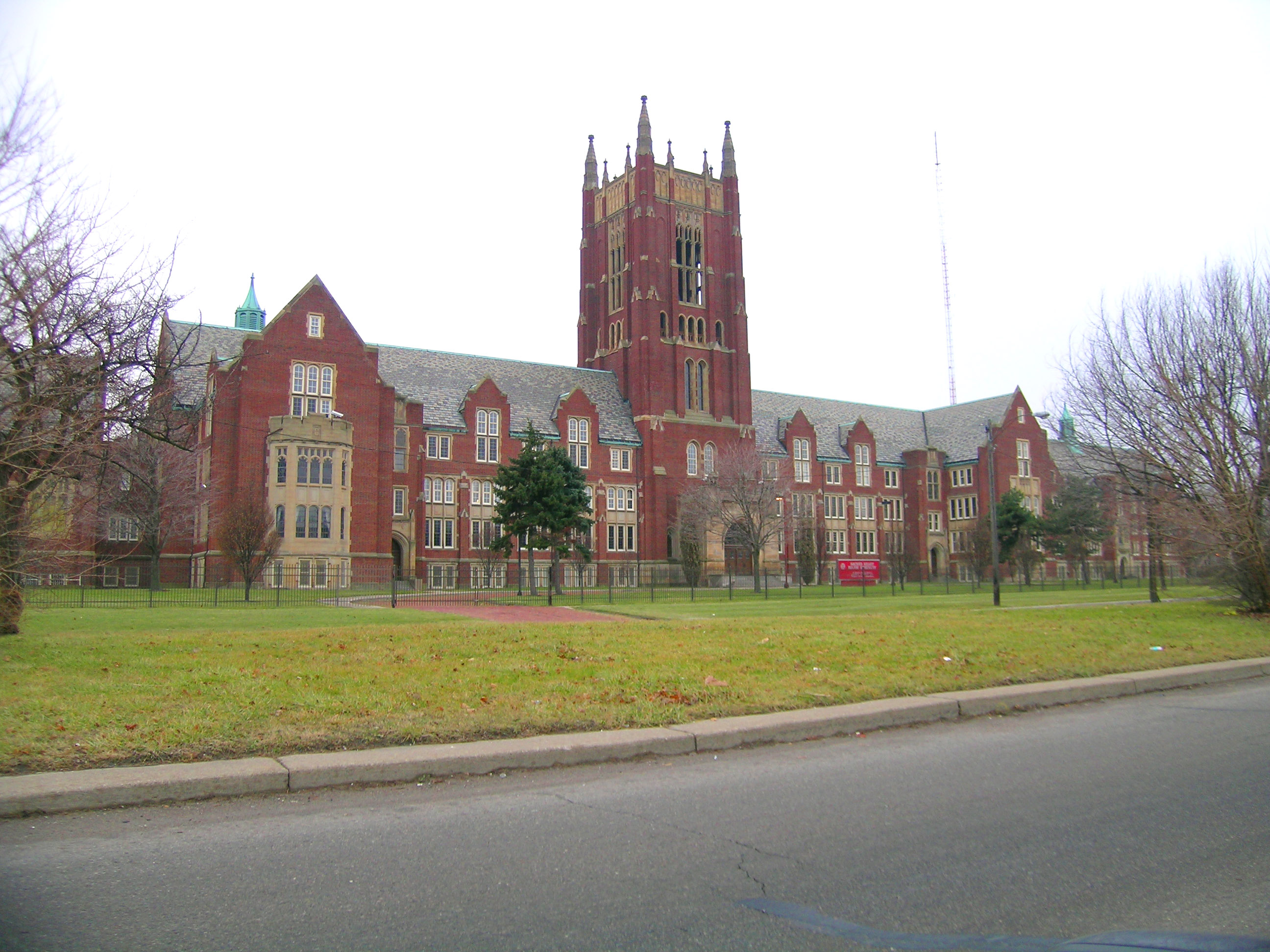
Seminario del Sagrado Corazón

La arquidiócesis tiene 10 104 km² y extiende su jurisdicción sobre los fieles católicos de rito latino residentes en 6 condados del estado de Míchigan: Lapeer, Macomb, Monroe, Oakland, St. Clair y Wayne.
La sede de la arquidiócesis se encuentra en la ciudad de Detroit, en donde se halla la Catedral del Santísimo Sacramento. En Royal Oak se encuentra el santuario nacional de la Pequeña Flor (National Shrine of the Little Flower).
En 2021 en la arquidiócesis existían 216 parroquias agrupadas en cuatro regiones pastorales (Centro, Nordeste, Noroeste y Sur), cada una compuesta de cuatro vicariatos.
La arquidiócesis tiene como sufragáneas a las diócesis de: Gaylord, Grand Rapids, Kalamazoo, Lansing, Marquette y Saginaw.

## Historia

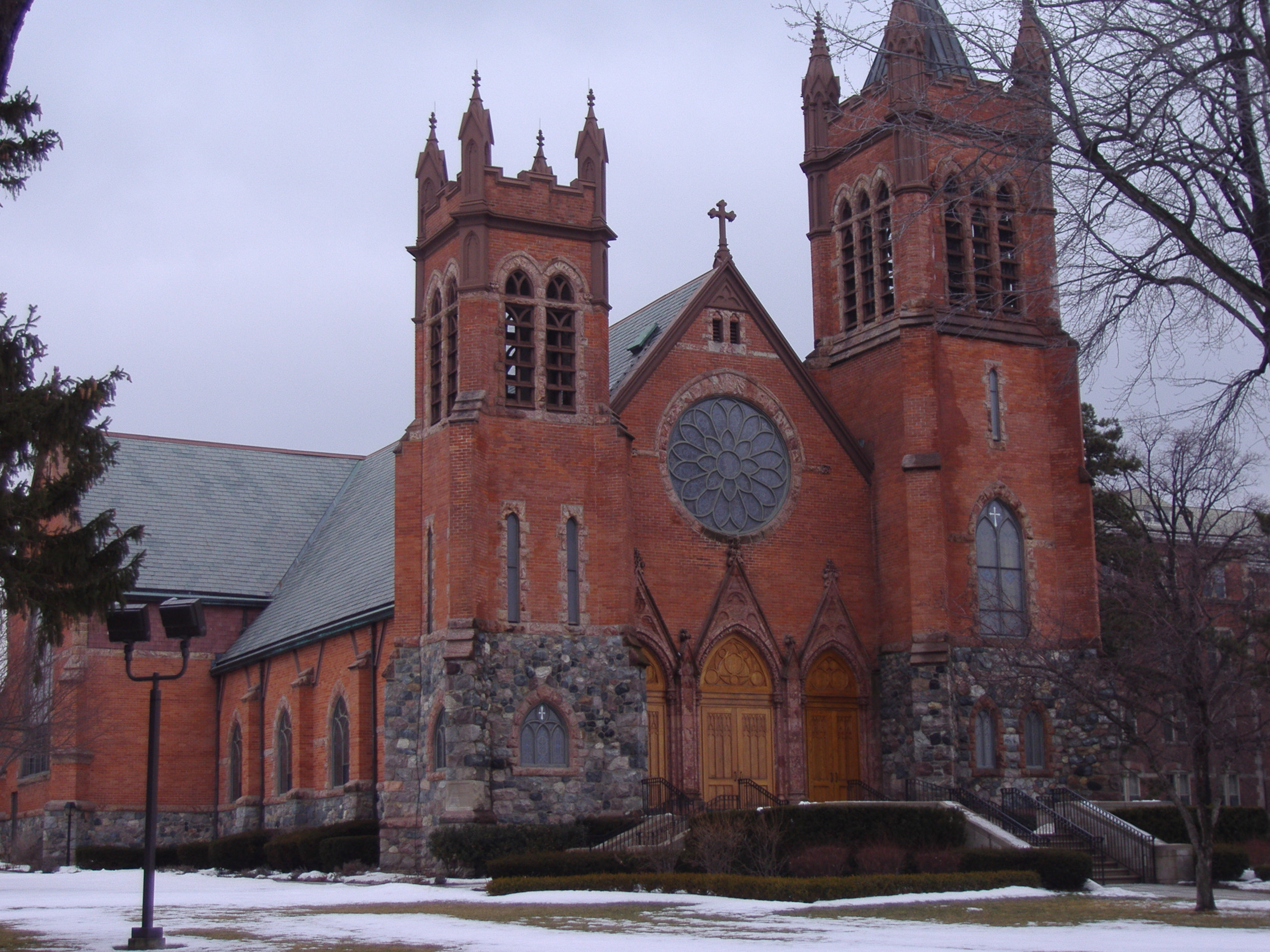
San Pedro en el Lago (1899) en Grosse Pointe es una de las iglesias históricas de Detroit

La iglesia de Santa Ana en Detroit es la segunda parroquia católica más antigua de Estados Unidos, ya que data del 26 de julio de 1701.
La erección de la diócesis de Detroit se ordenó por primera vez el 20 de marzo de 1827 con el breve Inter multiplices del papa León XII, obteniendo el territorio de la diócesis de Cincinnati (hoy arquidiócesis de Cincinnati). Sin embargo, este breve nunca encontró una implementación práctica.
El 8 de marzo de 1833 la diócesis fue erigida por segunda vez con el breve Maximas inter del papa Gregorio XVI, obteniendo el territorio de la misma diócesis de Cincinnati. La diócesis era originalmente sufragánea de la arquidiócesis de Baltimore y el territorio se extendía a todo Míchigan, Wisconsin, Minnesota y Dakota al este del río Misisipi.
El 28 de noviembre de 1843 cedió una parte de su territorio para la erección de la diócesis de Milwaukee (hoy arquidiócesis de Milwaukee) mediante el breve In suprema del papa Gregorio XVI.
El 19 de julio de 1850 pasó a formar parte de la provincia eclesiástica de la arquidiócesis de Cincinnati.
El hijo de inmigrantes polacos de Prusia, John A. Lemke, nacido en Detroit el 10 de febrero de 1866, fue uno de los primeros sacerdotes nativos católicos de Estados Unidos.
Cedió partes de su territorio en varias ocasiones para la erección de nuevas diócesis:
- el 29 de julio de 1853 al vicariato apostólico del Alto Míchigan (hoy diócesis de Marquette) mediante el breve Postulat apostolicum officium del papa Pío IX;[8][9]
- el 19 de mayo de 1882 a la diócesis de Grand Rapids mediante la bula Nobis aeterni pastoris del papa León XIII;[10]
- el 22 de mayo de 1937 a la diócesis de Lansing mediante la bula Ecclesiarum in orbe del papa Pío XI.[11]

El mismo 22 de mayo de 1937 la diócesis fue elevada al rango de arquidiócesis metropolitana con la bula del papa Pío XI Ad aeternam christifidelium.
El 26 de febrero de 1938 cedió otra porción de territorio para la erección de la diócesis de Saginaw mediante la bula Ad animarum bonum del papa Pío XI.
El 19 de diciembre de 1970 cedió los condados de Lenawee y Washtenaw a la diócesis de Lansing.

## Estadísticas
Según el Anuario Pontificio 2022 la arquidiócesis tenía a fines de 2021 un total de 1 131 660 fieles bautizados.
| Año                                                                             | Población            | Población | Población      | Sacerdotes | Sacerdotes    | Sacerdotes    | Bautizados por sacerdote | Diáconos permanentes | Religiosos | Religiosos | Parroquias |
| Año                                                                             | Bautizados católicos | Total     | % de católicos | Total      | Clero secular | Clero regular | Bautizados por sacerdote | Diáconos permanentes | Varones    | Mujeres    | Parroquias |
| ------------------------------------------------------------------------------- | -------------------- | --------- | -------------- | ---------- | ------------- | ------------- | ------------------------ | -------------------- | ---------- | ---------- | ---------- |
| 1950                                                                            | 900 000              | 3 113 503 | 28.9           | 873        | 588           | 285           | 1030                     |                      | 365        | 3608       | 236        |
| 1966                                                                            | 1 510 000            | 4 850 000 | 31.1           | 1343       | 823           | 520           | 1124                     |                      | 714        | 4590       | 347        |
| 1968                                                                            | 1 598 417            | 4 958 000 | 32.2           | 1373       | 763           | 610           | 1164                     |                      | 827        | 4405       | 345        |
| 1976                                                                            | 1 509 277            | 4 527 830 | 33.3           | 1004       | 644           | 360           | 1503                     | 54                   | 511        | 3151       | 339        |
| 1980                                                                            | 1 190 042            | 4 425 800 | 26.9           | 989        | 614           | 375           | 1203                     | 93                   | 561        | 3050       | 344        |
| 1990                                                                            | 1 494 000            | 4 238 900 | 35.2           | 820        | 520           | 300           | 1821                     | 156                  | 461        | 2159       | 308        |
| 1999                                                                            | 1 453 756            | 4 266 650 | 34.1           | 803        | 495           | 308           | 1810                     | 147                  | 107        | 1890       | 306        |
| 2000                                                                            | 1 443 651            | 4 266 654 | 33.8           | 896        | 561           | 335           | 1611                     | 147                  | 479        | 1909       | 313        |
| 2001                                                                            | 1 443 651            | 4 266 651 | 33.8           | 781        | 487           | 294           | 1848                     | 146                  | 433        | 1900       | 308        |
| 2002                                                                            | 1 465 918            | 4 441 551 | 33.0           | 781        | 481           | 300           | 1876                     | 147                  | 430        | 1911       | 310        |
| 2003                                                                            | 1 432 734            | 4 441 551 | 32.3           | 813        | 474           | 339           | 1762                     | 145                  | 469        | 1871       | 310        |
| 2004                                                                            | 1 481 866            | 4 441 551 | 33.4           | 738        | 505           | 233           | 2007                     | 152                  | 359        | 1897       | 309        |
| 2006                                                                            | 1 469 000            | 4 523 000 | 32.5           | 694        | 477           | 217           | 2116                     | 159                  | 314        | 1713       | 303        |
| 2013                                                                            | 1 549 000            | 4 660 000 | 33.2           | 542        | 348           | 194           | 2857                     | 197                  | 294        | 858        | 260        |
| 2016                                                                            | 1 159 688            | 4 260 234 | 27.2           | 604        | 397           | 207           | 1920                     | 220                  | 305        | 899        | 224        |
| 2019                                                                            | 1 130 271            | 4 273 000 | 26.5           | 582        | 377           | 205           | 1942                     | 202                  | 300        | 719        | 218        |
| 2021                                                                            | 1 131 660            | 4 278 248 | 26.5           | 589        | 411           | 178           | 1921                     | 215                  | 274        | 601        | 216        |
| Fuente: Catholic-Hierarchy, que a su vez toma los datos del Anuario Pontificio. |                      |           |                |            |               |               |                          |                      |            |            |            |

### Escuelas secundarias
- Academy of the Sacred Heart High School, Bloomfield Hills
- Bishop Foley Catholic High School, Madison Heights
- Brother Rice High School, Bloomfield Hills
- Cabrini High School, Allen Park
- Cardinal Mooney Catholic High School, Marine City
- De La Salle Collegiate High School, Warren
- Detroit Catholic Central High School, Novi
- Detroit Cristo Rey High School. Detroit
- Divine Child High School, Dearborn
- Everest Catholic High School, Clarkston
- Gabriel Richard Catholic High School, Riverview
- Ladywood High School, Livonia
- Loyola High School, Detroit
- Marian High School, Bloomfield Hills
- Mercy High School, Farmington Hills
- Notre Dame Preparatory, Pontiac
- Our Lady of Mount Carmel High School, Wyandotte
- Our Lady of the Lakes High School, Waterford
- Regina High School, Warren
- Shrine Catholic High School, Royal Oak
- St. Mary Catholic Central High School, Monroe
- St. Mary's Preparatory, Orchard Lake
- University of Detroit Jesuit High School and Academy, Detroit

### Universidades y colegios
- Universidad Madonna
- Marygrove College
- Seminario Mayor del Sagrado Corazón
- Universidad de Detroit Misericordia

## Episcopologio
- Frederick John Conrad Résé (Reze) † (8 de marzo de 1833-30 de diciembre de 1871 falleció)
- Caspar Henry Borgess † (30 de diciembre de 1871 por sucesión-16 de abril de 1887 renunció[nota 6])
- John Samual Foley † (11 de febrero de 1888-5 de enero de 1918 falleció)
- Michael James Gallagher † (18 de julio de 1918-20 de enero de 1937 falleció)
- Edward Aloysius Mooney † (31 de mayo de 1937-25 de octubre de 1958 falleció)
- John Francis Dearden † (18 de diciembre de 1958-15 de julio de 1980 renunció)
- Edmund Casimir Szoka † (28 de marzo de 1981-28 de abril de 1990 renunció)
- Adam Joseph Maida (28 de abril de 1990-5 de enero de 2009 retirado)
- Allen Henry Vigneron, desde el 5 de enero de 2009

## Galería

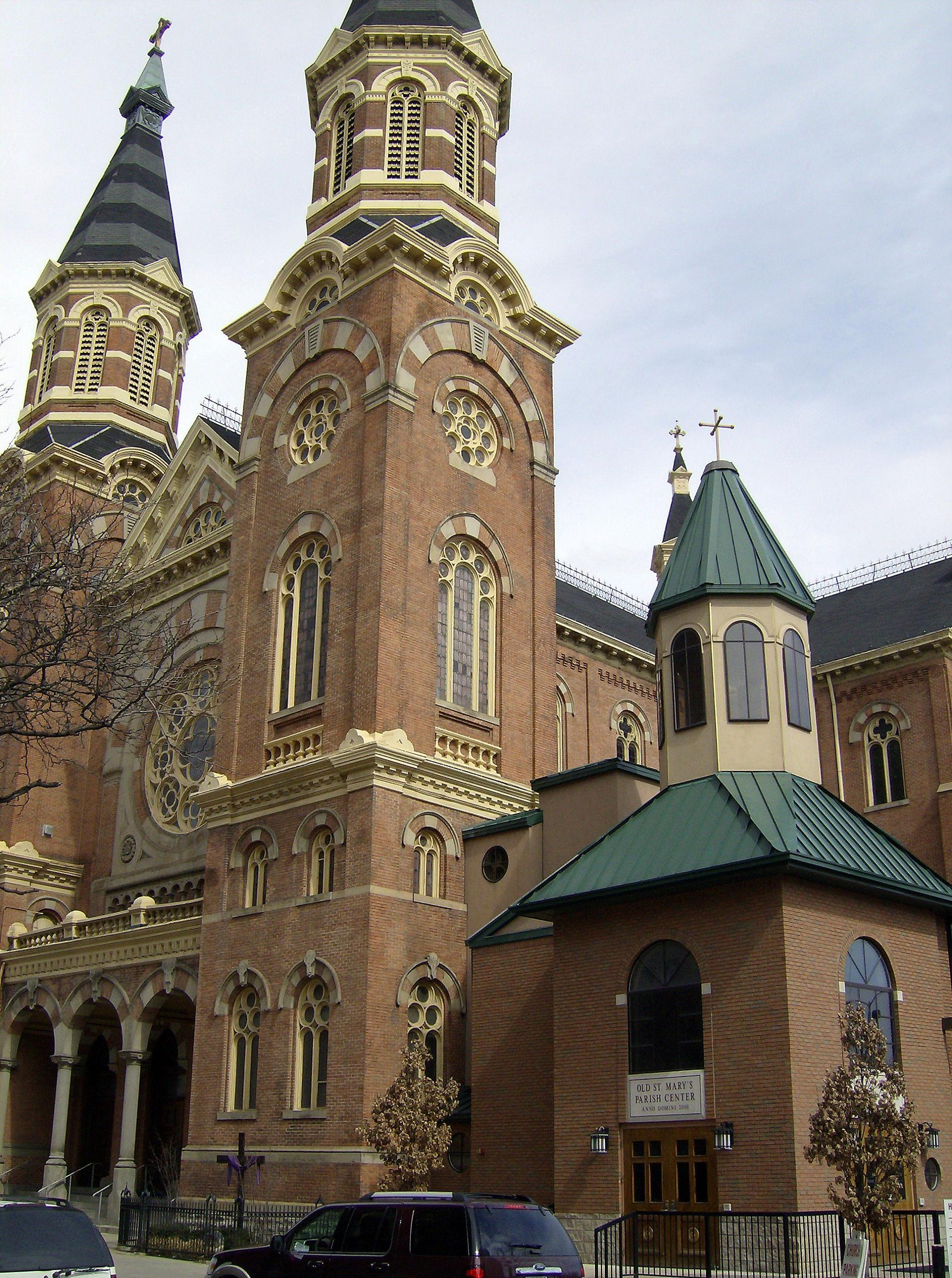
Iglesia de Santa María (1875) por el arquitecto Peter Dederichs en Greektown
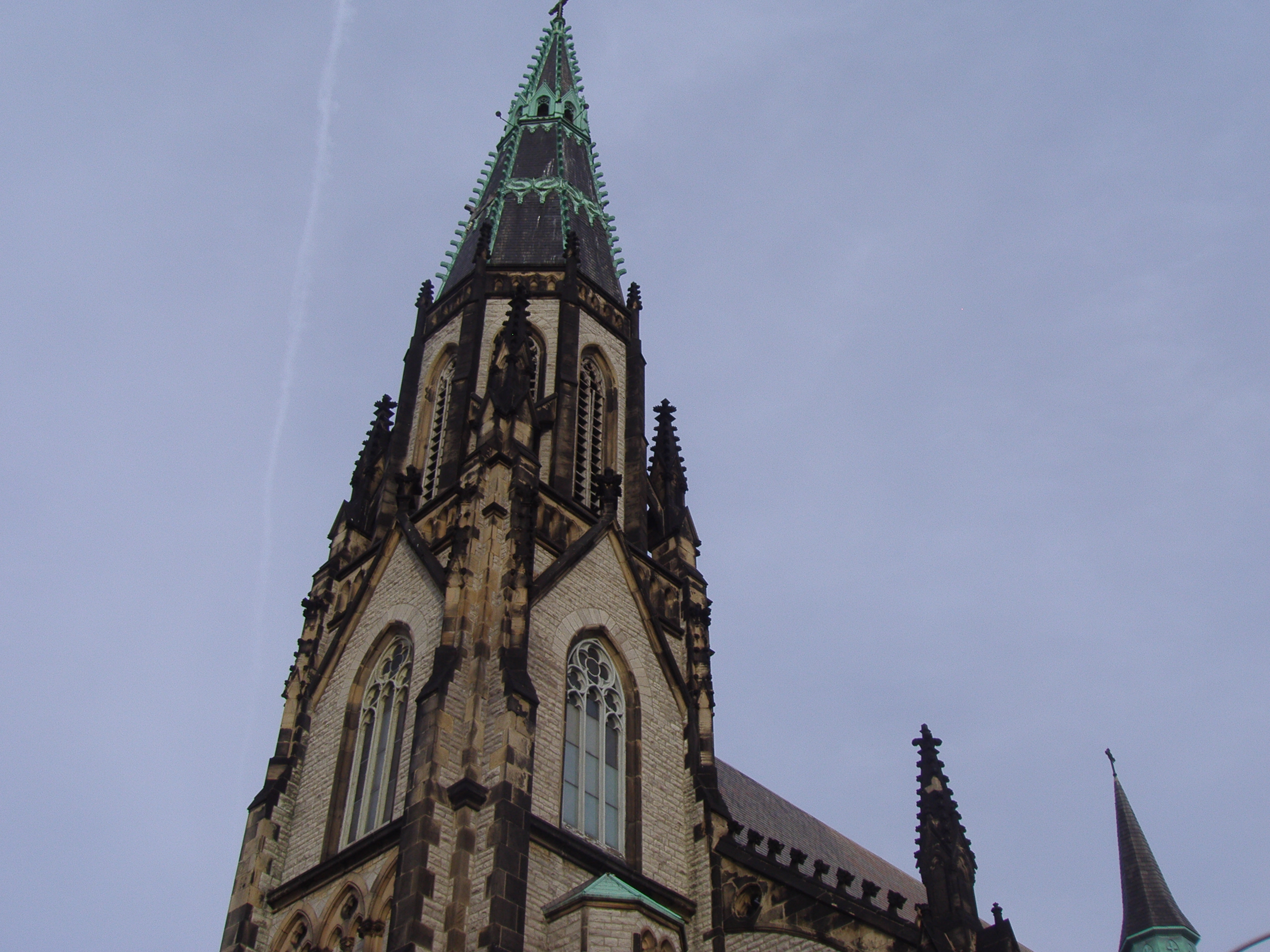
Iglesia católica de San José (1873) es un ejemplo notable de la arquitectura eclesiástica en Detroit de Francis Himpler
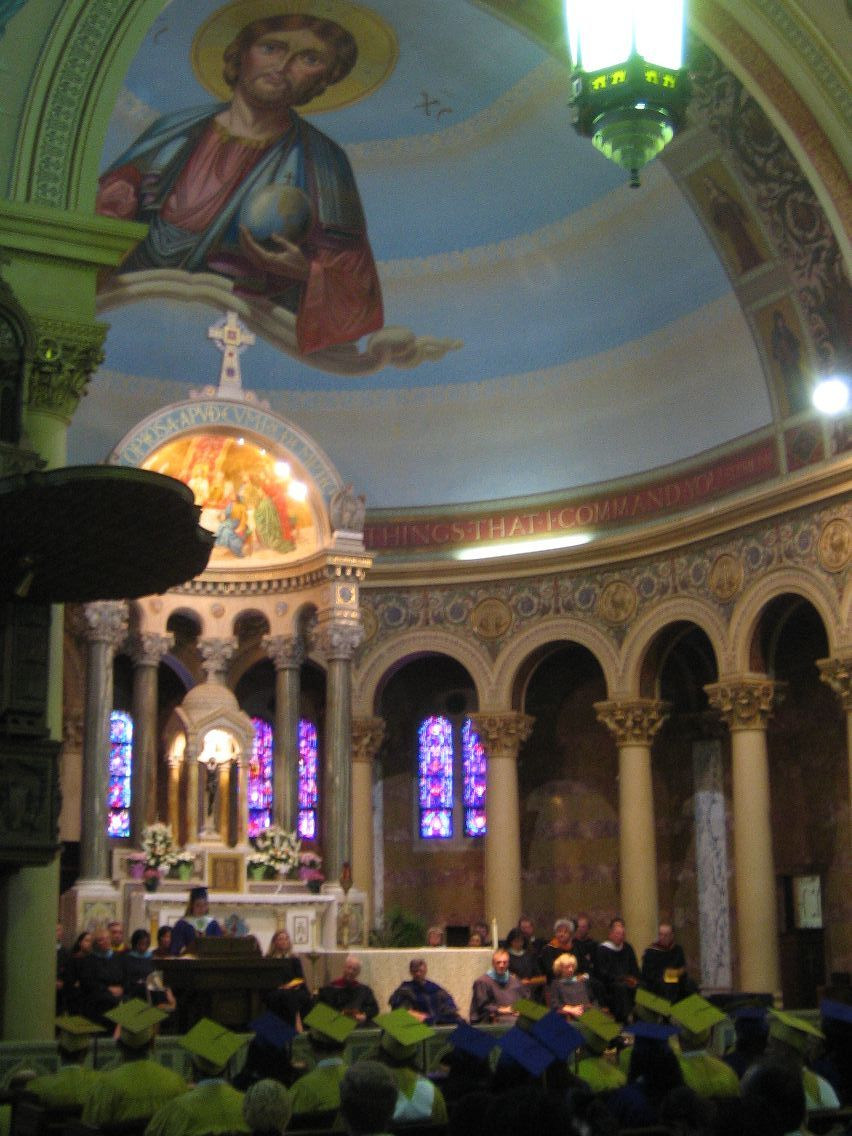
Iglesia del Santísimo Redentor (1922) por Donaldson y Meier
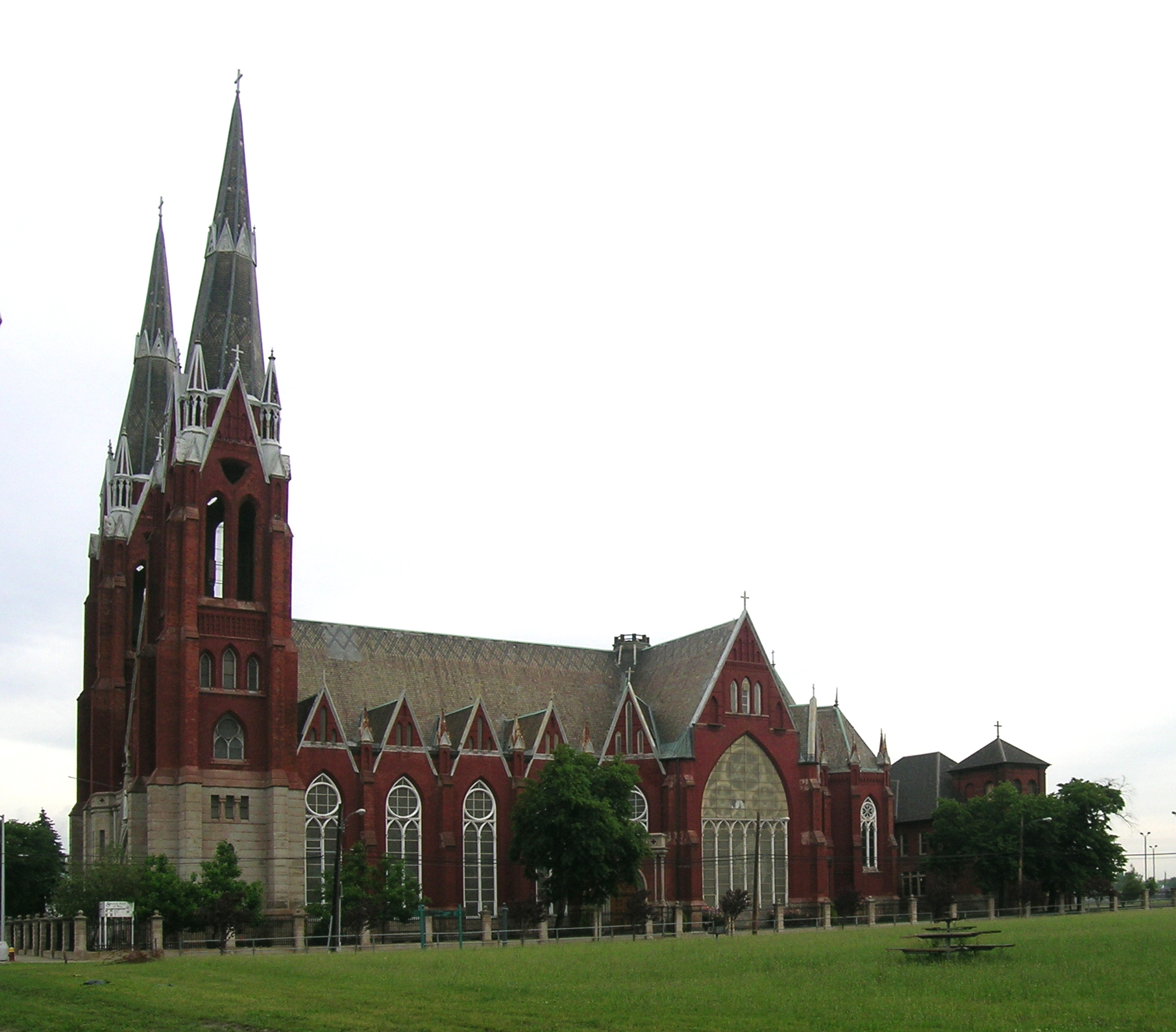
Iglesia del Corazón Dulcísimo de María
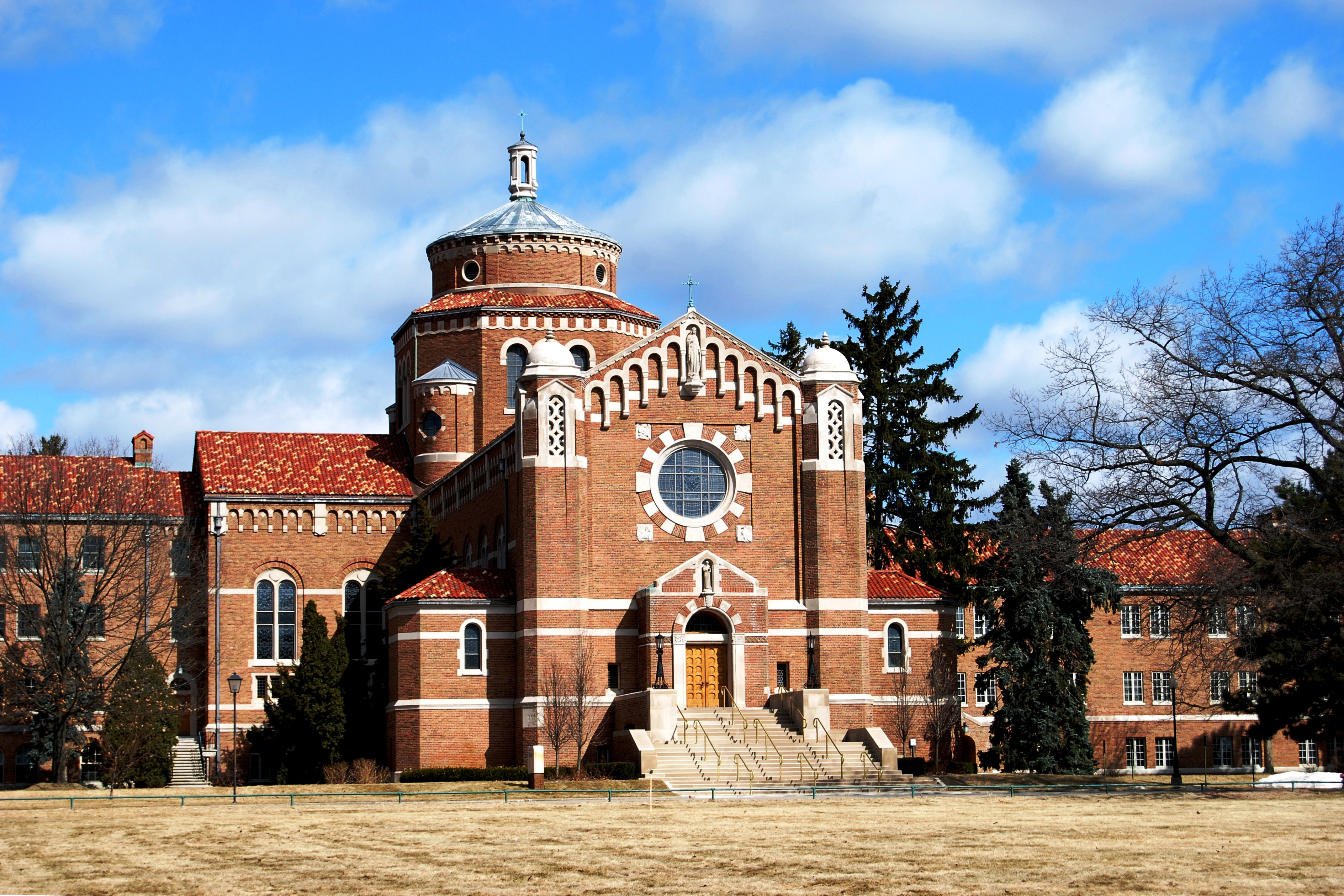
Capilla (1961) de las hermanas felicianas en Livonia, Míchigan - escultura arquitectónica por Corrado Parducci
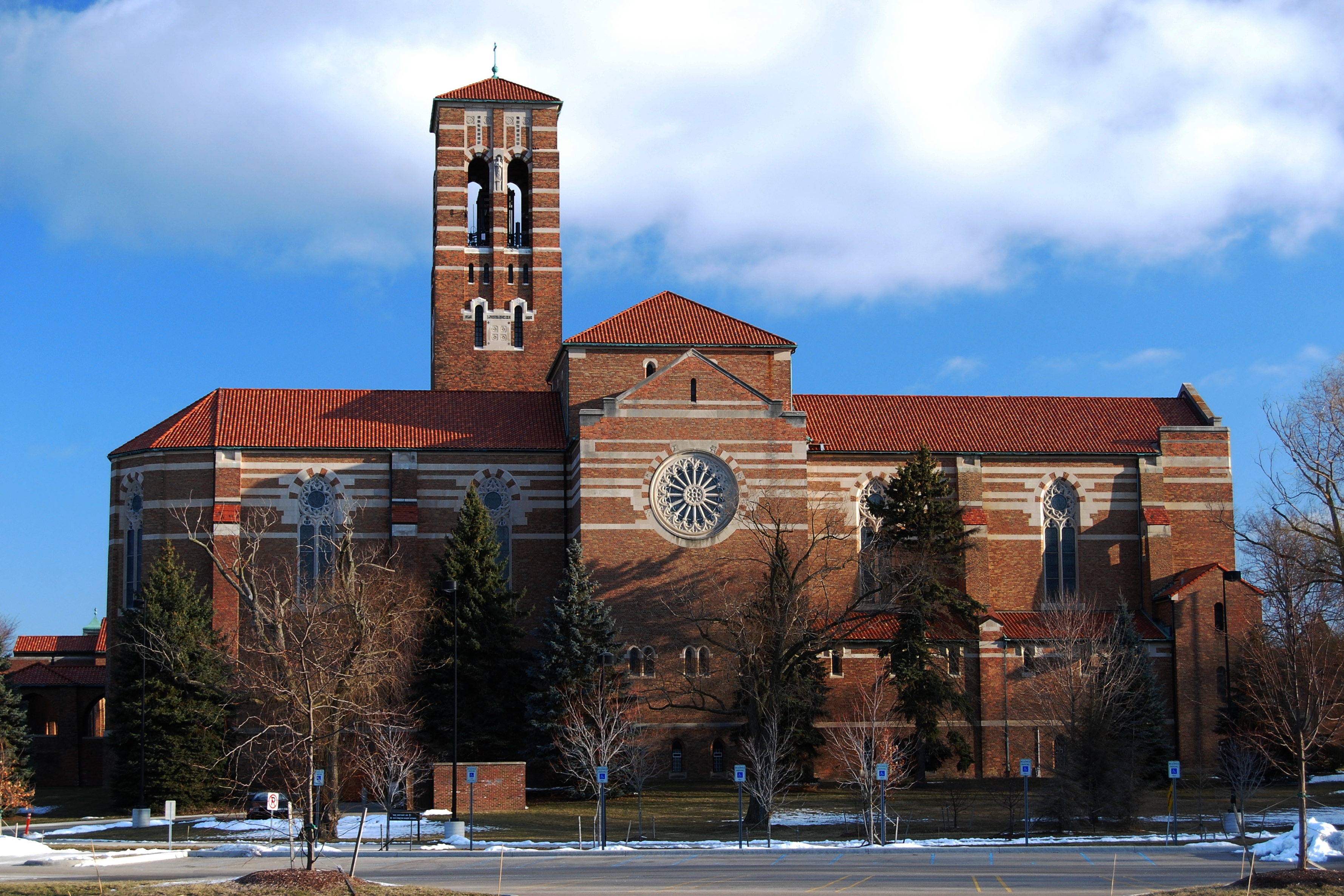
Ex Duns Scotus College en Southfield
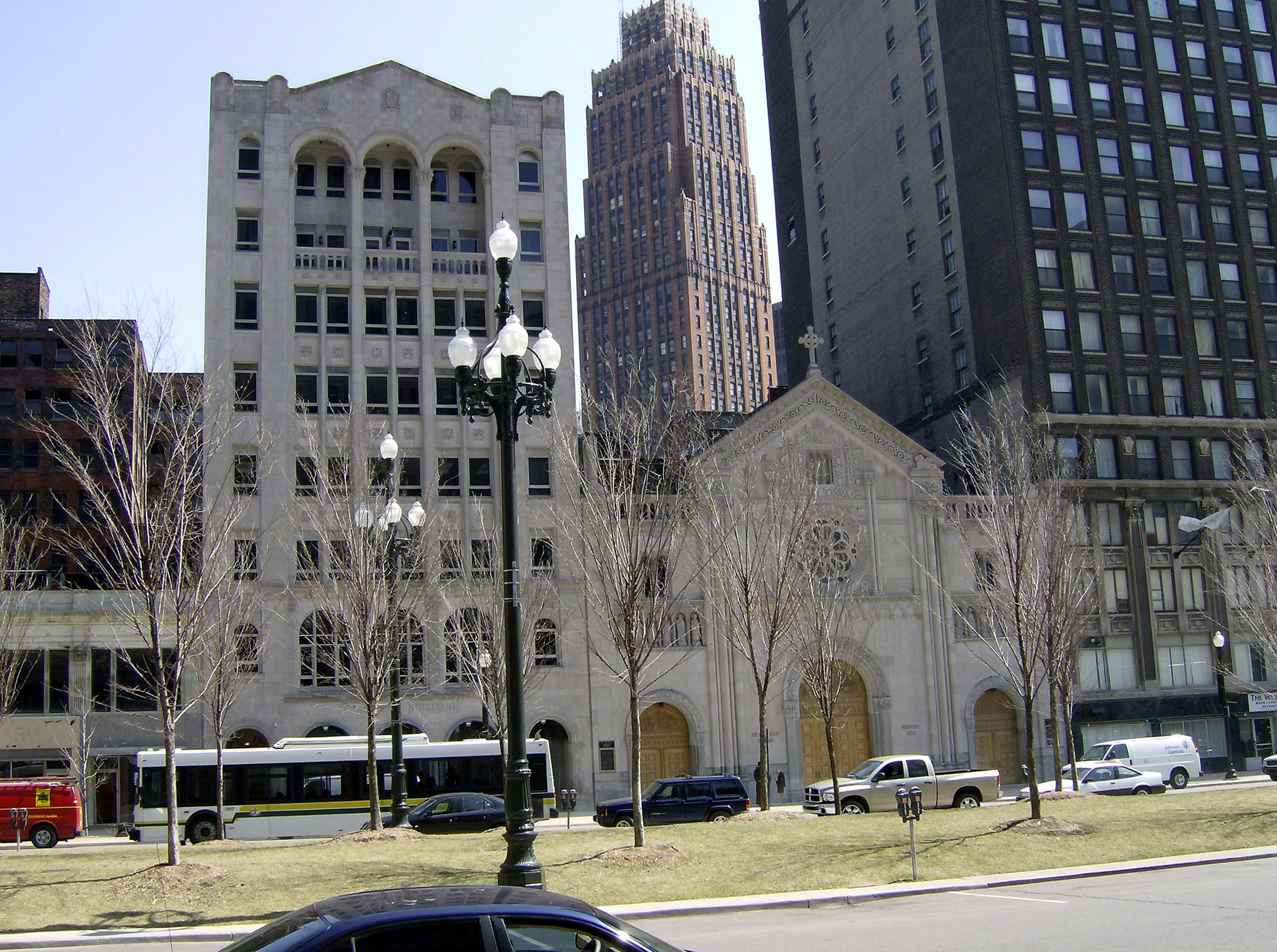
San Aloysius en el Distrito histórico del Boulevard Washington de Detroit
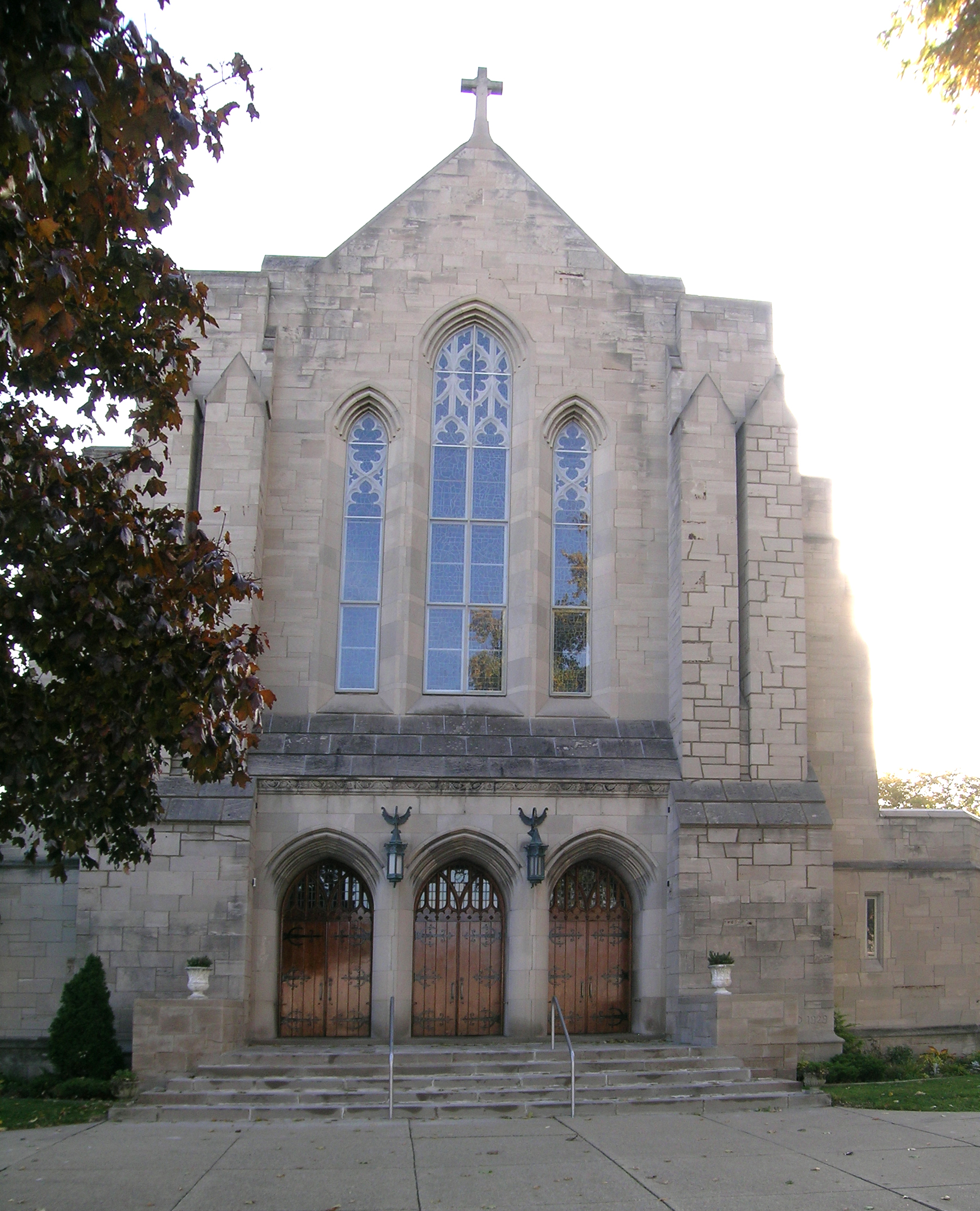
Iglesia de la Asunción de la Santísima Virgen María en 13770 Gratiot Avenue
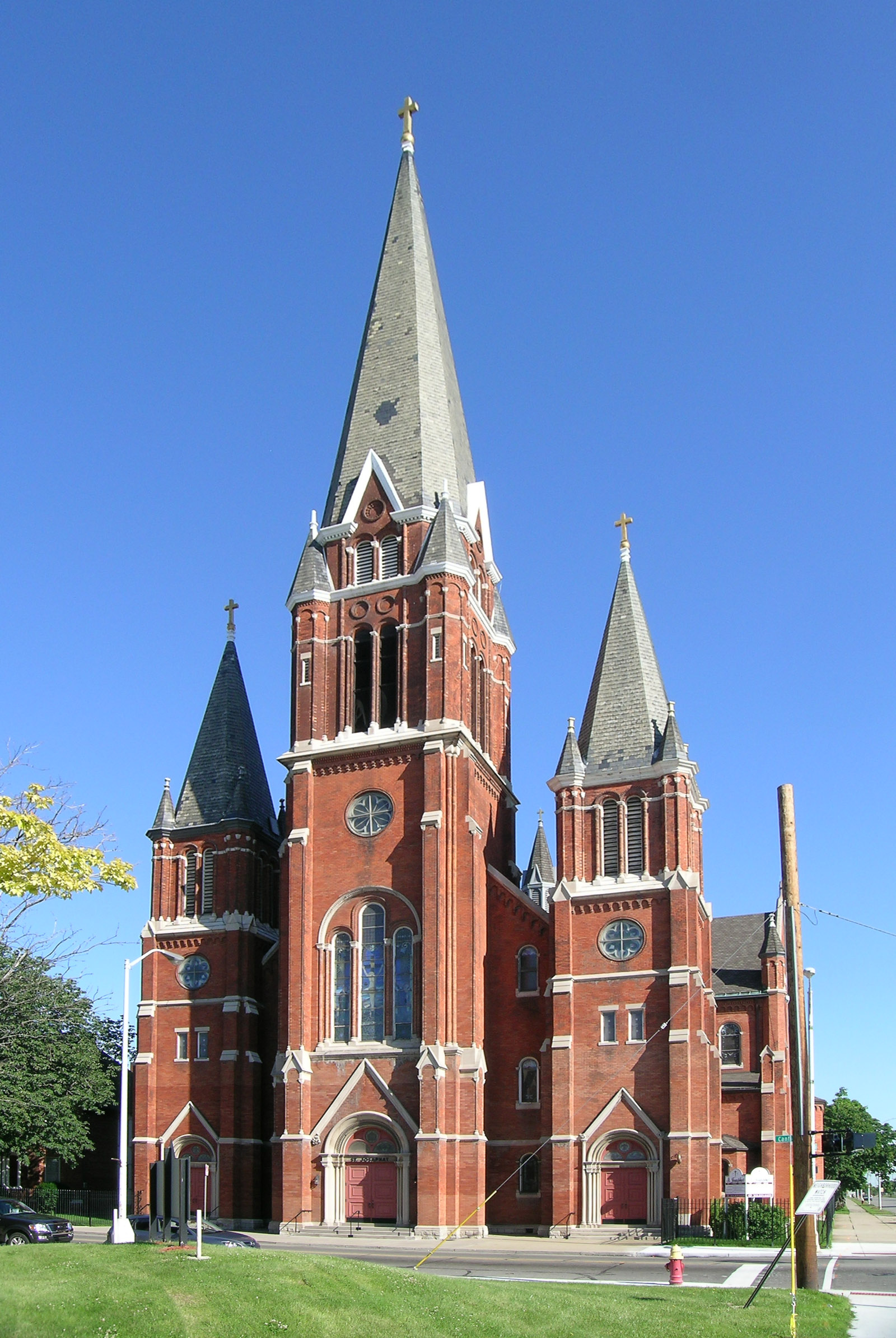
Iglesia de San Josafat